# Heinrich Welsch (Pädagoge)
Heinrich Welsch (* 29. Mai 1848 in Arzdorf; † 7. Juni 1935 in Köln) war ein deutscher Pädagoge. Er setzte sich für benachteiligte Arbeiterkinder in Köln ein und war das Vorbild für den „Lehrer Welsch“ im Kölner Karnevalslied En d’r Kayjass Nummer Null.

## Ausbildung

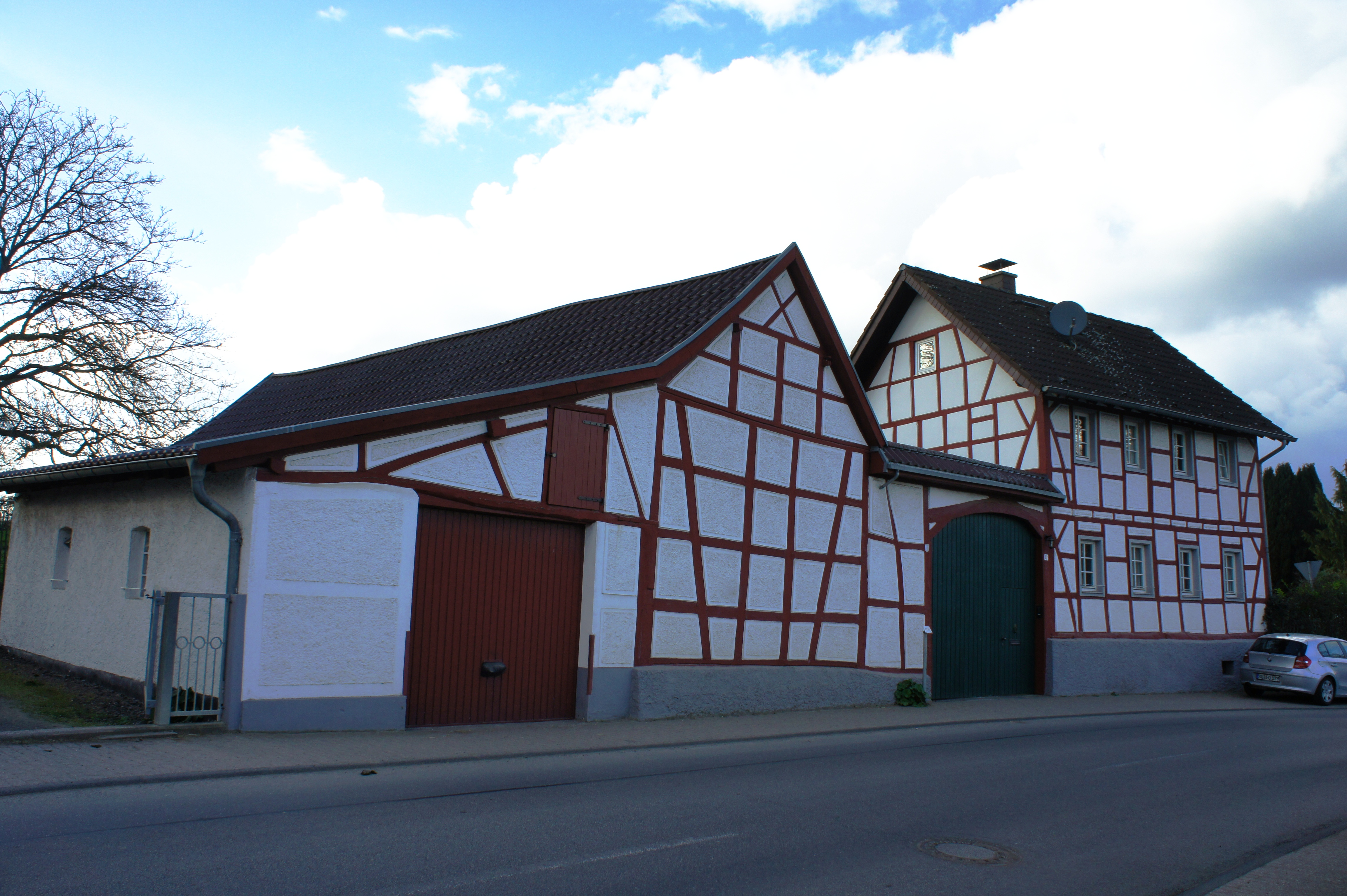
Geburtshaus von Heinrich Welsch in Arzdorf, Villiper Weg 27 (2014)

Welsch wurde im Revolutionsjahr 1848 als erster Sohn katholischer Bauern in Arzdorf geboren. Aus der dortigen Volksschule wechselte er mit 13 Jahren zur von katholischen Geistlichen geleiteten Rektoratsschule im nahegelegenen Meckenheim und bereitete sich dort auf den Besuch der Vorbereitungsschule (Präparandenanstalt) der Christlichen Schulbrüder am Rhein in Koblenz vor, die er mit 15 Jahren besuchte. Diesen Orden hatte im 17. Jahrhundert der Franzose Johannes Baptist de La Salle gegründet. Von dort wechselte er 1865 mit 17 Jahren in das Lehrerseminar der Schulbrüder. Sein Lehrerexamen legte er nach drei Jahren beim Königlich Preußischen Lehrerseminar in Brühl ab.

## Berufliche Laufbahn
Erste wichtige pädagogische Erfahrungen machte Heinrich Welsch in Koblenz als Leiter eines Pensionats der Schulbrüder für verwaiste Jungen. Kurz vor seinem 25. Geburtstag trat er eine Stelle als Hauslehrer bei den Kindern des Reichsfreiherrn Leopold von Fürstenberg auf Schloss Körtlinghausen im Sauerland an. Als die älteren Söhne auf ein Gymnasium wechselten, waren für Welsch „die schönsten und glücklichsten Jahre seines Lebens“ beendet, wie er in seinen Lebenserinnerungen schrieb.
Danach bewarb sich Welsch für den preußischen Schuldienst. Am 1. September 1877 trat er eine Stelle in Worringen an, um kurz danach für drei Jahre nach Sülz zu wechseln. Schließlich fand er 1881 seine Lebensaufgabe in der sich rasch entwickelnden rechtsrheinischen Industriestadt Kalk. Dort lernte er die Schattenseiten der industriellen Revolution kennen: Armut, fehlende Bildung, ungesunde Lebensverhältnisse etc.
Als wohlbestallter Lehrer gründete Welsch eine Familie. Er heiratete am 18. August 1886 Katharina Zentner aus Klein Villip in der Nähe seines Heimatortes Arzdorf, die als Lehrerin im benachbarten Oberbachem arbeitete. Sie bekamen zwischen 1893 und 1901 fünf Kinder, von denen zwei Töchter das Erwachsenenalter erreichten.

## Rektor einer Hilfsschule in Kalk
Im linksrheinischen Köln war bereits 1886 eine erste Schule für „geistig nicht normal entwickelte Kinder“ errichtet worden. Welsch gründete 1905 die erste Hilfsschule im Industrie- und Arbeiterviertel des damals gerade eingemeindeten rechtsrheinischen Kalk, für die er bereits 1909 einen Antrag auf Erweiterung stellte. Welsch leitete die in der Hollweghstraße gelegene Schule als Rektor und kümmerte sich um seine Schüler und deren soziale Lage, zum Beispiel auch um unverheiratete junge Mütter, die er nicht wegen ihres „Fehltritts“ verstoßen wissen wollte, sondern zurück zu ihren Familien brachte. Kurz vor dem Ersten Weltkrieg schied er aus dem aktiven Schuldienst aus. Er starb am 7. Juni 1935 in Köln.

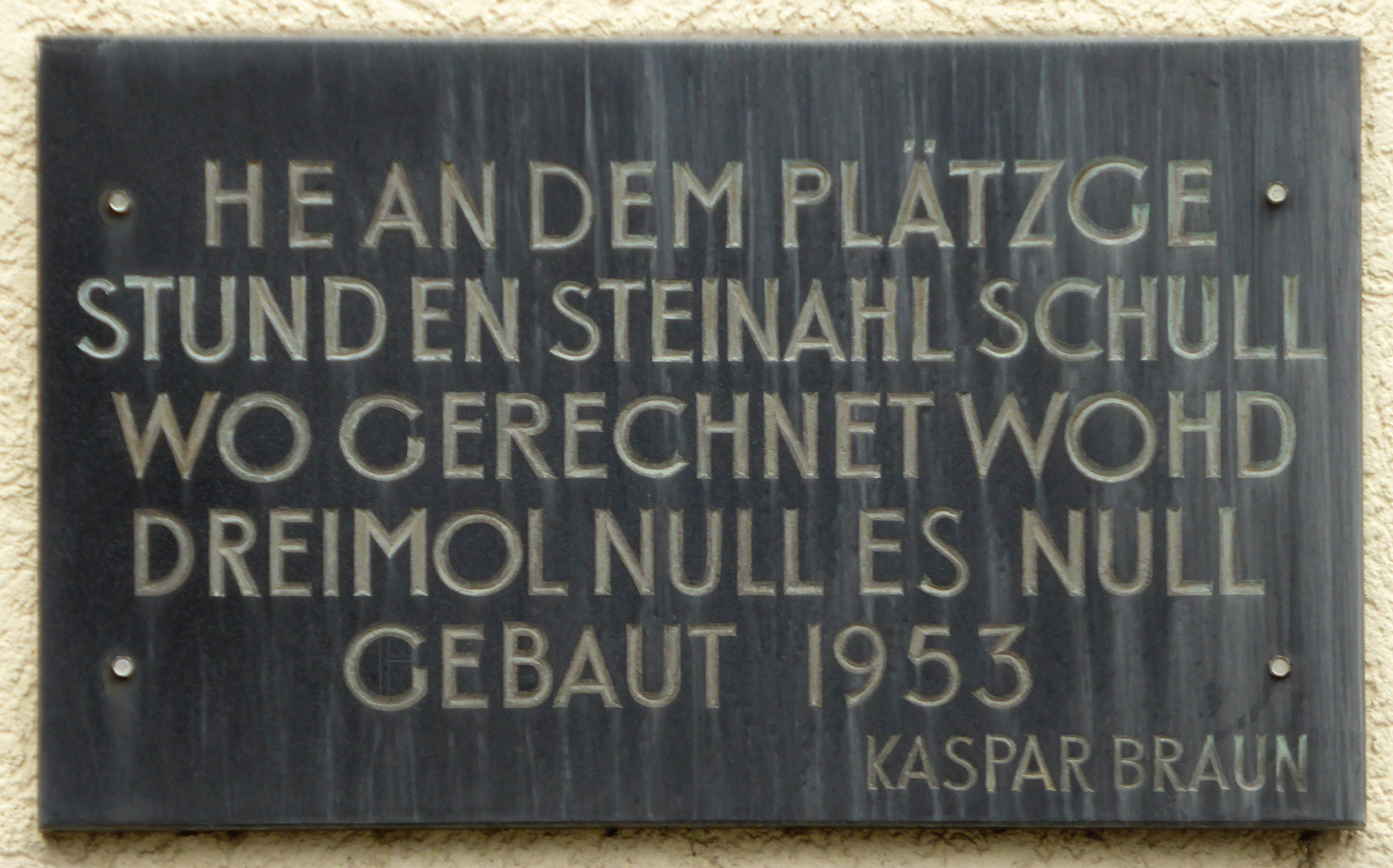
Gedenktafel Kaygasse Ecke Großer Griechenmarkt

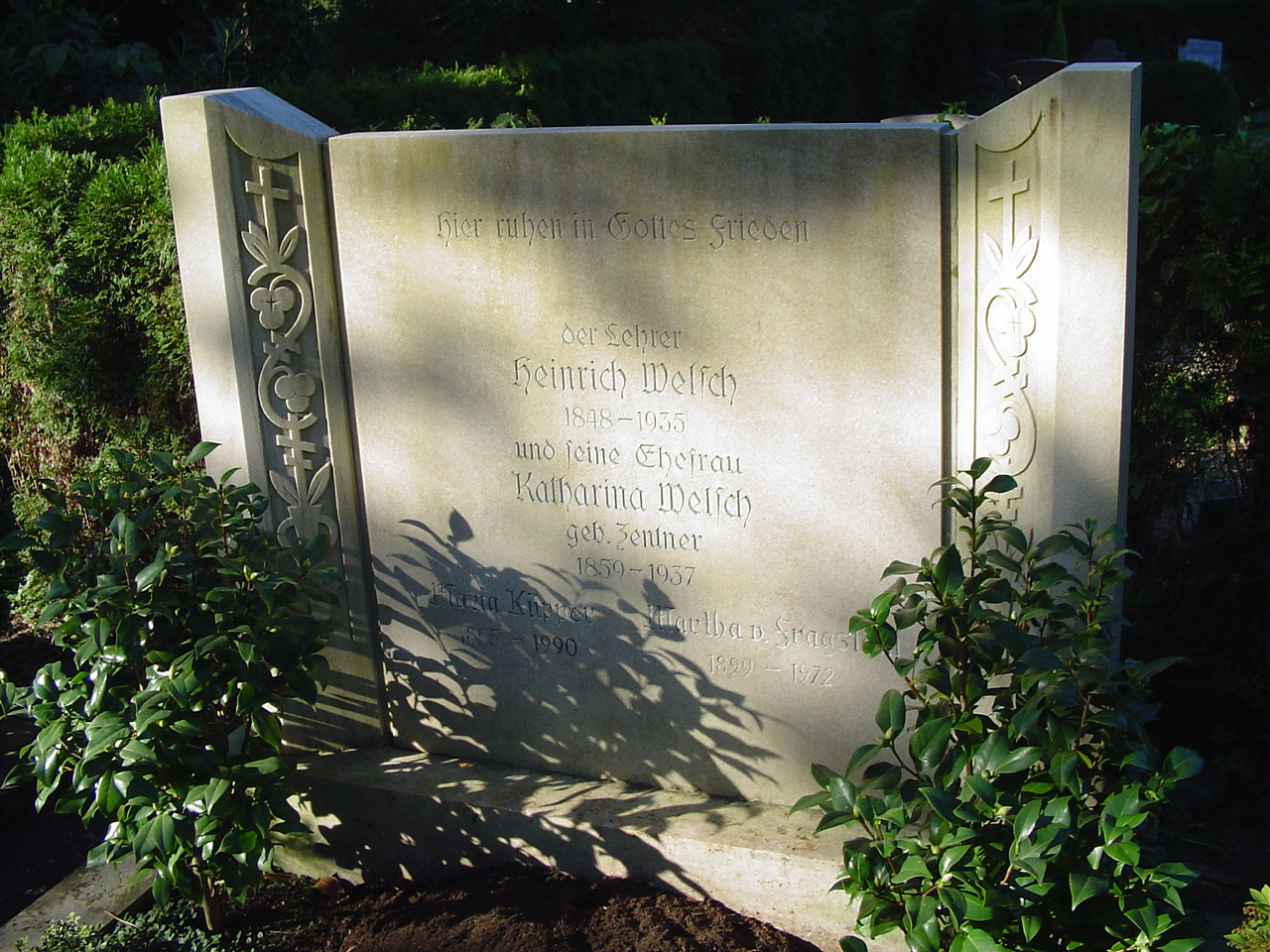
Grabmal des Ehepaares Welsch auf dem Kalker Friedhof in Köln

## Nachruhm

### Karnevalslied
Nach seinem Tod dichtete die Kölner Straßensängergruppe Drei Laachduve (mit Will Herkenrath, Text, Hermann Kläser, Musik und Heinz Jung) für die Session 1938/39 das Karnevalslied vom Lehrer Welsch und der Steinahl Schull in d’r Kayjass Nummer Null, aufgenommen am 28. Dezember 1938. Das Lied versetzte ihn dabei an den Griechenmarkt ins linksrheinische Köln, wo es zwischen 1891 und 1939  tatsächlich eine Sonderschule gab, die sich an der Straßenecke Kaygasse 1/Großer Griechenmarkt 87 befand.
Dieses Lied machte den Pädagogen im Kölner Karneval und darüber hinaus populär. Sein Grab auf dem Kalker Friedhof ist mittlerweile ein Ehrengrab. Die Rheinische Förderschule für Sprache, Sekundarstufe I, in Köln-Flittard wurde nach Heinrich Welsch benannt.

### Lehrer-Welsch-Sprachpreis
Die Kölner Sektion des Vereins Deutsche Sprache verleiht seit 2004 den Lehrer-Welsch-Sprachpreis an Personen oder Institutionen für Verdienste um Hochsprache und Mundart.
| Jahr | Preisträger                                               | Funktion                                                                                               | Bemerkung |
| ---- | --------------------------------------------------------- | --- | --- |
| 2004 | Alexander von Chiari                                      | Zugleiter des Rosenmontagszuges                                                                        | Er ersetzte im Rosenmontagszugsmotto 2005 das englische Wort „Kids“ nach Protesten durch das kölsche Wort „Pänz“. |
| 2005 | Andreas Henseler                                          | Geschäftsführer des Kölner Wissenschaftsmuseums Odysseum                                               | Verwerfen des Namens „Cologne Science Center“. |
| 2006 | Wise Guys                                                 | deutsche A-cappella-Musikgruppe                                                                        | Auszeichnung für ihr Lied Denglisch |
| 2007 | Peter Herbolzheimer                                       | Posaunist                                                                                              | Auszeichnung für seinen Einsatz für die deutsche Sprache auch im Jazzmillieu |
| 2008 | Ludwig Sebus                                              | Krätzchensänger                                                                                        | Auszeichnung für die Verbreitung und Weitergabe des Kölschen mit seinen Liedern. |
| 2009 | Sendung mit der Maus                                      | Kindersendung                                                                                          | „Bei der Wissensvermittlung für junge Menschen [wird] auf unnötige Anglizismen verzichtet.“ |
| 2010 | Höhner                                                    | Mundartband                                                                                            | „Sie hat mit ihren Liedern den kölschen Dialekt in Deutschland bekannt und beliebt gemacht.“ |
| 2011 | Heimatverein Alt-Köln von 1902                            | Heimatverein                                                                                           | Auszeichnung für die Pflege des Kölschen. |
| 2012 | center.tv                                                 | regionaler Fernsehsender                                                                               | Auszeichnung für die Verbundenheit mit der kölschen Lebensart und Sprache. |
| 2013 | Wolfgang Bosbach                                          | Bundestagsabgeordneter                                                                                 | Auszeichnung wegen Förderung der deutschen Sprache, weniger Anglizismen, Deutsch ins Grundgesetz |
| 2014 | Akademie för uns kölsche Sproch                           | Stiftung / Bildungseinrichtung                                                                         | Da die Akademie in Köln den Wert für die eigene Sprache und Kultur mit immer neuen phantasievollen Aktionen und Darbietungen herausstellt. |
| 2015 | Wilma Overbeck                                            | Lehrerin, Chorleiterin und Musikautorin                                                                | Besondere Verdienste als Leiterin des Kinderchores „Wilmas Pänz“. |
| 2016 | Freunde und Förderer des Kölnischen Brauchtums e. V.      | Verein zur Brauchtumspflege                                                                            | „Außer Karnevalsumzügen und -veranstaltungen, als Ausdruck des Kölnischen Brauchtums, werden auch zahlreiche Veranstaltungen, Ausstellungen und Publikationen unterstützt, die sich mit dem kölschen Brauchtum und der kölschen Mundart befassen.“ |
| 2017 | Gerhard Uhlenbruck                                        | Dichterarzt                                                                                            | vor allem für seine zahlreichen literarischen Veröffentlichungen |
| 2018 | Wicky Junggeburth                                         | Moderator und Mundartsänger                                                                            | für sein Engagement für die leisen Töne im Karneval |
| 2019 | Festkomitee Kölner Karneval von 1823 e. V.                | Interessenvertretung                                                                                   | für das Sessionsmotto Uns Sproch es Heimat |
| 2023 | Kölner Karnevalsgesellschaft Nippeser Bürgerwehr von 1903 | Traditionscorps des Kölner Karnevals                                                                   | für die Traditions- und Brauchtumspflege und besonders ihre lebendige Jugend- und Bildungsarbeit |
| 2024 | Kölner Hänneschen-Theater                                 | Ehemalige Puppenspieler: Jacky von Guretzky-Cornitz, Charly Kemmerling, Udo Müller und Josef Schönberg | für den Erhalt der kölschen Sprache. Verleihung im Rahmen des Daach der kölschen Sproch |